# O Impossível
Lo imposible (bra/prt: O Impossível) é um filme espanhol de 2012. Ele é baseado na experiência de María Belón e sua família que sobreviveu ao Sismo do Índico de 2004.
O filme recebeu críticas positivas dos críticos por sua direção e sua atuação, especialmente para Watts, que foi indicada para o Oscar de melhor atriz, o Globo de Ouro de melhor atriz em filme dramático, e um Screen Actors Guild Award para melhor performance por uma atriz num papel principal.

## Elenco
| Ator              | Personagem      |
| ----------------- | --------------- |
| Naomi Watts       | María Belón     |
| Tom Holland       | Lucas Belón     |
| Ewan McGregor     | Henry Belón     |
| Samuel Joslin     | Thomas Belón    |
| Oaklee Pendergast | Simon Belón     |
| Sönke Möhring     | Karl            |
| Geraldine Chaplin | Senhora         |
| Emilio Riccardi   | Morten Benstrom |

## Dublagem brasileira
- Estúdio de dublagem: Delart[7]
- Direção de Dublagem: Manolo Rey[7]
- Cliente: Paris Filmes[7]
- Tradução: Manolo Rey[7]
- Técnico(s) de Gravação: Rodrigo Oliveira[7]
- Edição: Claudio Alves[7]
- Mixagem: Claudio Alves[7]

Dubladores
- Priscila Amorim[7]
- Eduardo Drummond[7]
- Alexandre Moreno[7]
- Yago Machado[7]
- Eduardo Borgerth[7]
- Isaac Schneider[7]
- Marcelo Garcia[7]
- Geisa Vidal[7]
- André Marcondes[7]
- Ícaro Amado[7]

## Produção

### Desenvolvimento
O filme foi uma co-produção pelas empresas espanholas Apaches Entretenimento e Telecinco Cinema, que empregou grande parte da equipe da The Orphanage, incluindo o diretor, escritor, diretor de produção, diretor de fotografia, compositor e editor.
O diretor Juan Antonio Bayona decidiu não especificar as nacionalidades dos personagens principais, a fim de criar um filme universal em que as nacionalidades eram irrelevantes para o enredo.

### Gravação
A fotografia principal começou em 23 de agosto de 2010, em Alicante, Espanha, e continuou em outubro na Tailândia.
O tsunami foi recriado com uma mistura de efeitos digitais e ondas de água reais filmadas em câmera lenta criadas em um tanque de água na Espanha usando miniaturas que foram destruídas por uma onda enorme. Bayona se empenhou em trabalhar com água de verdade, em vez de uma onda gerada por computador, porque ele queria que a história fosse retratada de forma autêntica. Isso significava que Watts e Holland passaram cinco semanas filmando cenas físicas e psicologicamente exigentes em um tanque de água enorme.
Com 16 anos de idade, o ator Tom Holland mais tarde descreveu como um "ambiente assustador ... Você pode imaginar o quão cansativo e brutal que era."

## Recepção
As respostas para o filme foram geralmente positivas, com muitos elogios indo para as performances de Watts, Holland e McGregor. O Rotten Tomatoes deu ao filme uma classificação de 81% com o consenso "O roteiro não é tão poderoso quanto a direção ou a atuação, mas com tal história da vida real surpreendente em seu centro, The Impossible nunca é menos que convincente". No Metacritic, que atribui uma classificação média ponderada de 100 a opiniões de críticos dominantes, o filme teve uma pontuação média de 73, baseada em 42 avaliações, o que indica "avaliações favoráveis."
Roger Ebert do Chicago Sun-Times deu uma perfeita classificação de quatro estrelas, elogiando o desempenho de Watts e McGregor, e direção de Bayona. Ele o chamou de "um dos melhores filmes do ano".
Deborah Young, The Hollywood Reporter deu uma avaliação muito positiva, elogiando os desempenhos das duas principais estrelas, afirmando que "Watts embala uma enorme carga de emoção como a maltratada, sempre a enfraquecer Maria cujas lágrimas de dor e medo nunca aparecem falsas ou idealizadas. McGregor, cortado e marcado com muito sangue, que ele parece muito perturbado para limpar, mantém a tensão afiada, enquanto buscasua família em uma vasta e destruída paisagem." Sobre o filme, ela acrescentou, "The Impossible é um dos filmes de desastres mais emocionalmente realista na memória recente -. E certamente um dos mais assustadores em sua épica re-criação do catastrófico tsunami de 2004 no Oceano Índico".